# Responsabilidad política
La responsabilidad política es la imputabilidad de una valoración por el uso que un órgano o individuo hace del poder. Así, por ejemplo, afirmar que el Presidente fue políticamente responsable en el caso, significa que se atribuye al Presidente  un grado de culpa y/o se le atribuye una sanción por la manera de usar su autoridad en el caso.
Con el surgimiento de los estados organizados con base en constituciones políticas, la responsabilidad de los gobernantes ante los Parlamentos o los tribunales por su uso del poder es un tipo de responsabilidad jurídica. Esta forma de responsabilidad político-jurídica suele ser evaluada y adjudicada según reglas específicas (como el impeachment anglosajón y ante autoridades específicas como el Senado constituido en cámara juzgadora o un tribunal administrativo
Sin embargo, la responsabilidad política es también evaluada por los ciudadanos cuando, asumiendo el papel de electores en un sistema democrático, valoran el uso que los gobernantes han hecho del poder, aplicando cualquier tipo de criterio para evaluar su desempeño y no una norma jurídica. Por lo tanto, la responsabilidad política no se subsume bajo la responsabilidad jurídica, como la legitimidad política no se subsume bajo la legalidad jurídica.
Un criterio que suele emplearse para distinguir la responsabilidad política afirma que concierne relaciones verticales de autoridad la conducta de la autoridad ordenadora frente al gobernado subordinado El juicio de valor que un gobernado atribuye a los actos de poder de un gobernante constituye, en efecto, una manera de evaluar la responsabilidad política que es fundamental para la vida democrática. 
De acuerdo con Max Weber, el principio del "pequeño número", esto es, la superior capacidad de maniobra de los pequeños grupos dirigentes, garantiza la responsabilidad política frente al público. Dicha responsabilidad se volatilizaría por completo en una asamblea policéfala gobernante.